# 金門大橋
金門大橋（きんもんおおはし、ジンメンターチャオ）は、中華民国福建省金門県の金寧郷と烈嶼郷の境を流れる金烈水道に架かる道路橋である。2022年10月30日午前10時に開通式を開催、午後3時に正式開通となった。